# 向島町 (島田市)
向島町（むかいじまちょう）は静岡県島田市の町名。

## 地理
島田市の中部、島田地区の西部に位置する。東で大井町及び本通一丁目、西は大井川を挟んで金谷東二丁目、南で横井一丁目、北で稲荷（三丁目・四丁目）・河原二丁目・宮川町・若松町と接する。

### 河川
- 大井川

## 歴史
東海道五十三次の23番目の宿場町である島田宿のあった島田地区（旧島田町）では、通称地名が使用されていたものの正式ではなかったため、島田市○○○○番地と表記するようになっていた。それでは不便であったため、住居表示や町の新設事業、土地区画整理事業を行ってきた。

### 沿革
- 1889年（明治22年）4月1日 - 町村制の施行により、志太郡島田宿が単独で志太郡島田町となる[WEB 6]。
- 1948年（昭和23年）1月1日 – 島田町が市制施行し、島田市となる。
- 2003年（平成15年）2月10日 - 町の新設事業の実施に伴い、字なしの一部から向島町が新設される [WEB 7]。

## 施設
- 新東海製紙、特種東海マテリアルズ、新東海ロジスティクス 本社
- 向島SS（島田石油が運営）
- 浄土宗 二尊山 成就院 大善寺

## 交通

### バス
- しずてつジャストライン金谷島田病院線：（稲荷町・金谷駅前 方面 - ）大善寺前 - 向島町新東海製紙 - 向島西川越し街道入口（ - 島田駅前・島田市立総合医療センター 方面）
- 島田市コミュニティバス川根温泉線：（島田駅 方面 - ）大善寺前 - 向島町新東海製紙 - 向島西川越し街道入口（ - 川根温泉ホテル 方面）

### 道路
- 静岡県道34号島田吉田線
- 静岡県道64号島田川根線

## その他

### 学区
小学校・中学校の学区は以下の通りである。
| 番・番地等 | 小学校                 | 中学校                 |
| ---------- | ---------------------- | ---------------------- |
| 全域       | 島田市立島田第二小学校 | 島田市立島田第一中学校 |

### 警察
警察の管轄区域は以下の通りである。
| 番・番地等 | 警察署     | 交番・駐在所 |
| ---------- | ---------- | ------------ |
| 全域       | 島田警察署 | 稲荷交番     |

### WEB
1. ↑  “h02_22.csv”.   総務省 (2022年2月10日). 2025年7月20日閲覧。
2. ↑  “静岡県島田市向島町 (222092400)”.   人文学オープンデータ共同利用センター. 2025年7月20日閲覧。
3. ↑  “静岡県 > 島田市の郵便番号一覧 - 日本郵便株式会社”.   日本郵便. 2025年7月20日閲覧。
4. ↑  “市外局番の一覧”.   総務省 (2022年3月1日). 2025年7月20日閲覧。
5. ↑  “事業所案内及び管轄地域（事務所3件、分室3件）”.   一般社団法人静岡県自動車会議所. 2025年7月20日閲覧。
6. ↑  “historyofcities.pdf”.   静岡県総務部合併推進室・財団法人静岡県市町村振興協会. 2025年7月20日閲覧。
7. ↑  “R040327jyushokyusin.pdf”.   島田市 (2022年3月22日). 2025年7月20日閲覧。
8. ↑  “学区一覧 - 島田市公式ホームページ”.   島田市 (2024年4月1日). 2025年7月20日閲覧。
9. ↑  “稲荷交番｜静岡県警察”.   静岡県警察 (2023年7月18日). 2025年7月20日閲覧。